# Stefan Starzyński

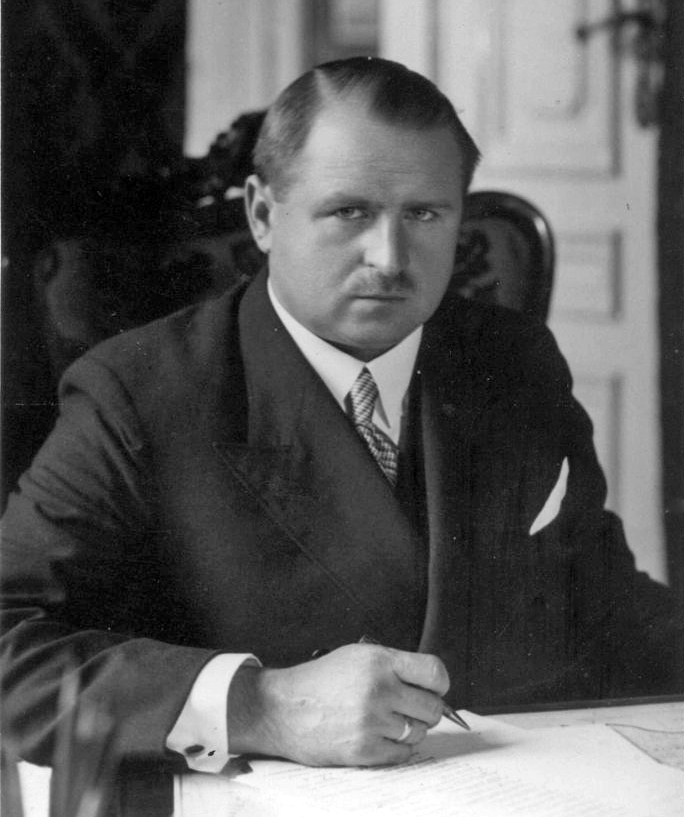
Stefan Starzyński im Warschauer Rathaus

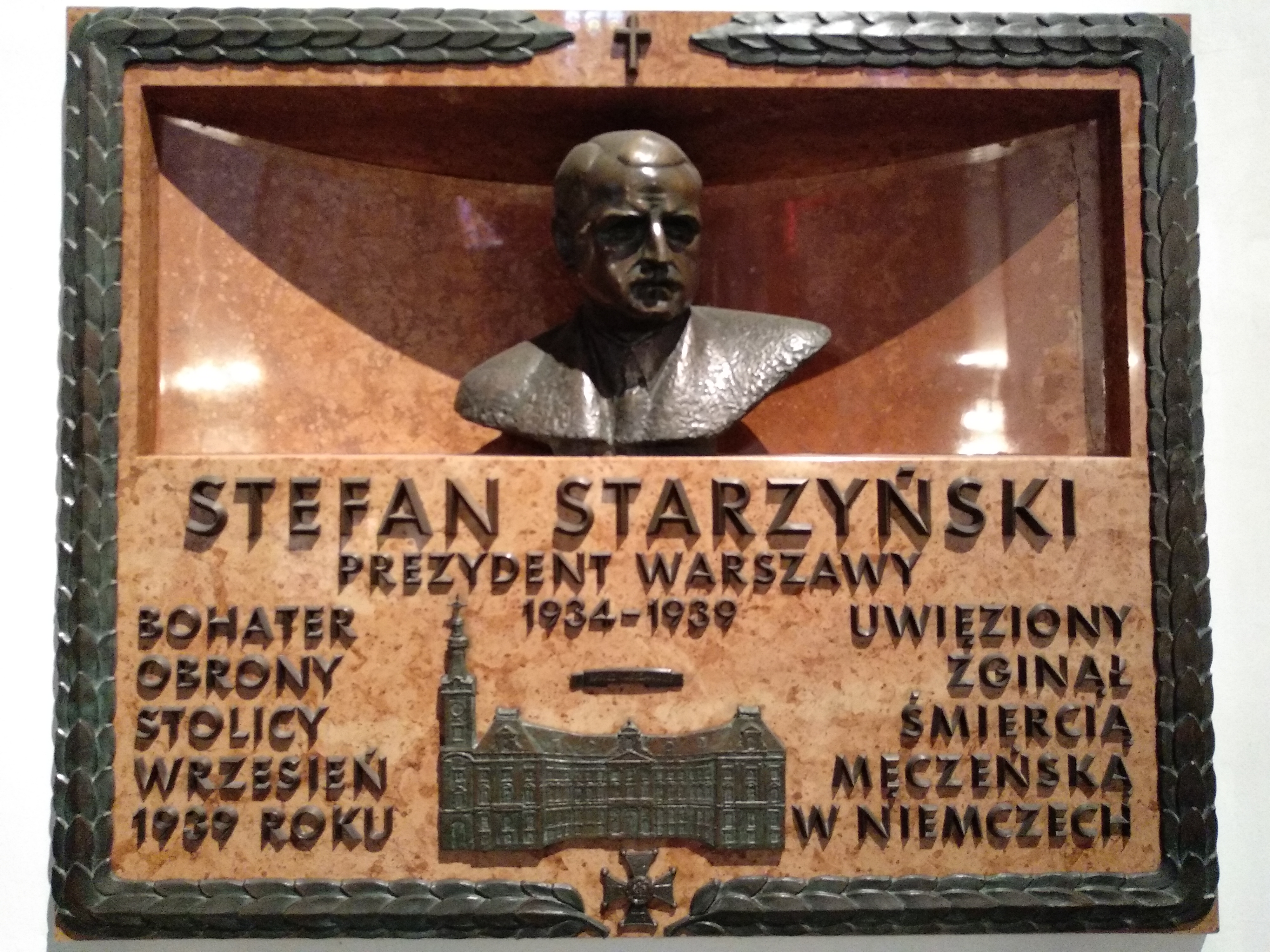
Gedenktafel für Stefan Starzyński in der Johanneskathedrale in Warschau

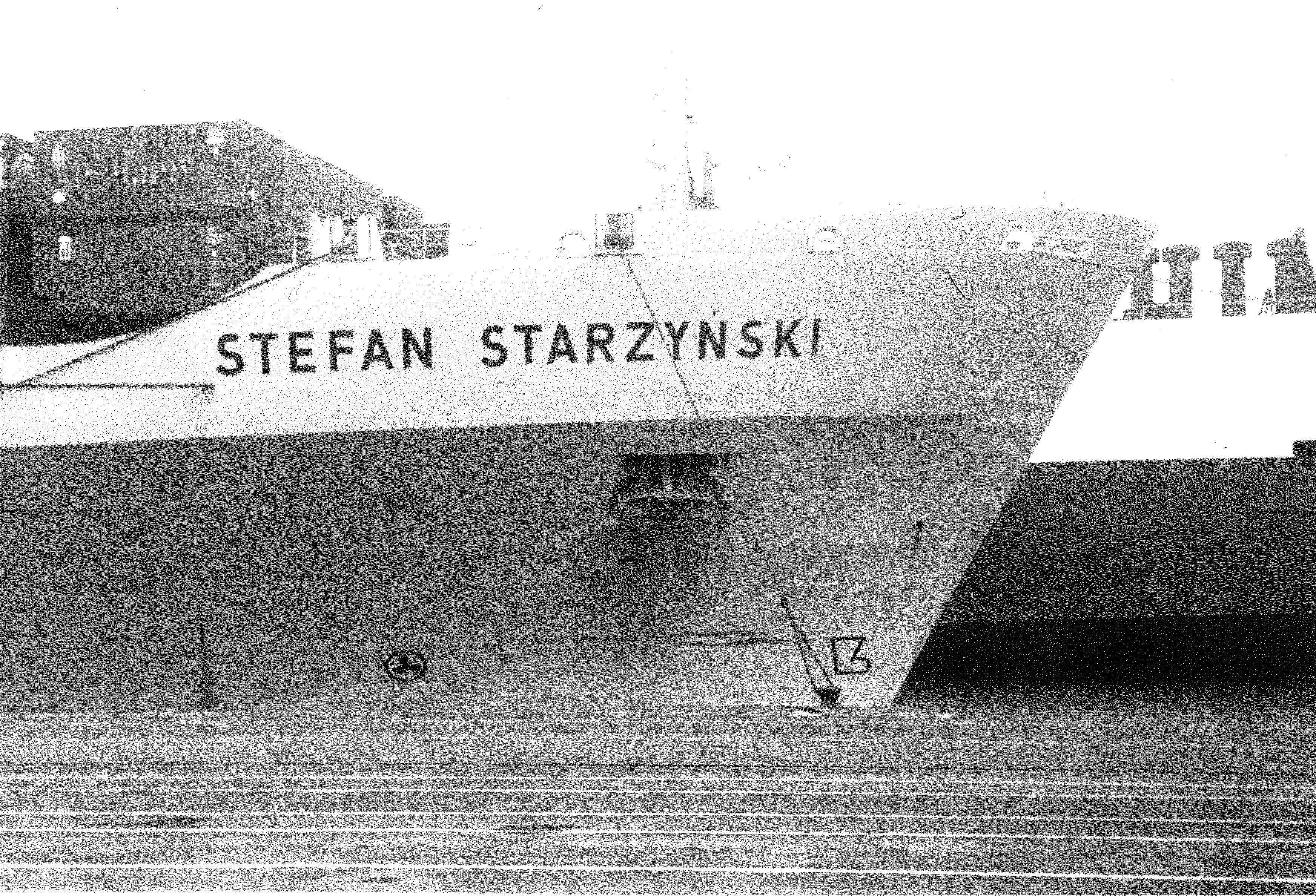
Frachtschiff Stefan Starzyński (Foto: 1989 in Bremerhaven)

Stefan Bronisław Starzyński (* 19. August 1893 in Warschau; † zwischen 21. und 23. Dezember 1939 in Warschau oder Umgebung) war von 1934 bis zum Überfall der Wehrmacht Stadtpräsident von Warschau (Prezydent miasta stołecznego Warszawy).

## Leben
Starzyński besuchte ein Gymnasium und trat 1909 dem Jugendverband „Strzelec“ bei, dessen erster Kommandant der spätere Marschall Józef Piłsudski war. Er studierte an der Hochschule für Handel (Wyższe Kursy Handlowe).
Mit dem Beginn des Ersten Weltkriegs schloss sich Starzyński den Polnischen Legionen an, die zusammen mit der k.u.k. Armee gegen die Kaiserlich Russische Armee kämpften. Er wurde relativ schnell Offizier. Im Zuge der polnischen „Eidkrise“ wurde Starzyński 1917 von der deutschen Armee in Beniaminów interniert. Nach dem Krieg wurde er Chef des Stabes der polnischen 9. Infanterie-Division, auch im Polnisch-Sowjetischen Krieg war er Offizier.
Anschließend kehrte Starzyński zurück in den öffentlichen Dienst. 1930 wurde er in den Sejm gewählt, wo er den Bezpartyjny Blok Współpracy z Rządem (BBWR, deutsch: Parteiloser Block der Regierungsunterstützer) unterstützte. Am 1. August 1934 wurde er zum Stadtpräsidenten von Warschau gewählt. Mit dem Überfall auf Polen 1939 der deutschen Wehrmacht begann der Zweite Weltkrieg, Ende September wurden die Kämpfe in Warschau eingestellt, und Starzyński wurde am 5. Oktober von der Gestapo verhaftet.

## Schicksal
Das Schicksal Starzyńskis wurde unterschiedlich belegt: Das Instytut Pamięci Narodowej (Institut für Nationales Gedenken) nennt den Todestag mit 21.–23. Dezember 1939 in Warschau. Andere Angaben sagen, er sei am 17. Oktober 1943 im KZ Dachau erschossen worden.